# دارين تريسي
دارين تريسي (بالإنجليزية: Darren Treacy)‏ (6 سبتمبر 1970 في المملكة المتحدة - ) هو لاعب كرة قدم بريطاني في مركز الوسط. لعب مع برادفورد سيتي ونادي ميلوول.

## وصلات خارجية
- دارين تريسي على موقع قاعدة بيانات كرة القدم.إي يو (الإنجليزية)